# Evert Drost
Evert Cornelis Drost (Langbroek, 1906 - Groningen, 28 juli 1949) was een Nederlandse medewerker van de SD, een van de Duitse politieorganisaties onder het gezag van Heinrich Himmler en het Reichssicherheitshauptamt in Berlijn, ten tijde van de Tweede Wereldoorlog.
Drost was in Zeist bekend geworden als "De Schrik van Zeist" en hij verwierf zich een reputatie als een fanatiek vervolger van de Nederlandse Joden. In 1944 kwam hij te werken op het Groninger Scholtenhuis, het regionale hoofdkwartier van de SD. Drost heeft talloze mensen gearresteerd en een aantal moorden gepleegd. Daarvoor werd hij ter dood veroordeeld en in 1949 door een vuurpeloton geëxecuteerd. Drost werd begraven op de 2e Noodbegraafplaats van de gemeentelijke begraafplaats Selwerderhof te Groningen, samen met de eerder gefusilleerde SD'er Peter Schaap en Abraham Kaper. Drost ligt daar in een anoniem graf met het nummer 707.